# Attentat de Schaerbeek
Pour les articles homonymes, voir Schaerbeek (homonymie).
L'attentat de Schaerbeek est une attaque terroriste commise le 5 octobre 2016 et visant deux policiers de la zone de police de Bruxelles-Nord. Ils ont été attaqués au couteau par un individu, et ont été blessés respectivement au cou et au ventre.

## Déroulement
Le 5 octobre 2016, peu avant midi, sur le boulevard Lambermont à Schaerbeek, lors d'un contrôle, un individu, ultérieurement identifié comme étant Hicham Diop, frappe deux policiers à l'aide d'un couteau. Ces derniers sont blessés respectivement au cou et à l'abdomen, sans que leurs jours ne soient en danger. L'auteur prend la fuite mais est rapidement intercepté par une équipe de police. Il fracture le nez d'un membre des forces de l'ordre lors de son arrestation, un policier tire et le touche au niveau de la jambe. Il aurait tenté de s'emparer de l'arme à feu d'un policier.

## Enquête
L'enquête est directement prise en charge par le parquet fédéral, lequel privilégie la piste terroriste. Une perquisition est menée dans la foulée au domicile du suspect, sans qu'aucune arme ou explosif ne soit retrouvé. Il est placé sous mandat d'arrêt le 6 octobre 2016 par le juge d'instruction et inculpé de tentative d’assassinat dans un contexte terroriste et participation aux activités d’un groupe terroriste.

## Auteur
L'auteur est identifié comme étant Hicham Diop, ancien militaire belge âgé de 43 ans. Son nom apparait déjà par le passé dans plusieurs dossiers de terrorisme. Il a été en contact avec des combattants islamistes en Syrie et en Irak. Il a été percuté par un véhicule de police en 2011. Le 19 septembre 2016, la sûreté de l'état avait envoyé des informations le concernant à l'OCAM. Son frère, Aboubaker Diop, a été arrêté quelques jours après pour participation aux activités d'un groupe terroriste.
Lors des élections régionales de 2004, Diop figurait sur la liste du parti Citoyenneté et prospérité, d'inspiration islamiste. Ce parti avait été créé par Jean-François Bastin, alias cheikh Bastin, connu comme polygame et antisémite. Son Centre islamiste belge (CIB) était dans les années 1990 une plateforme de recrutement de candidats au djihad en Afghanistan.